# Villa Margherita (Catanzaro)

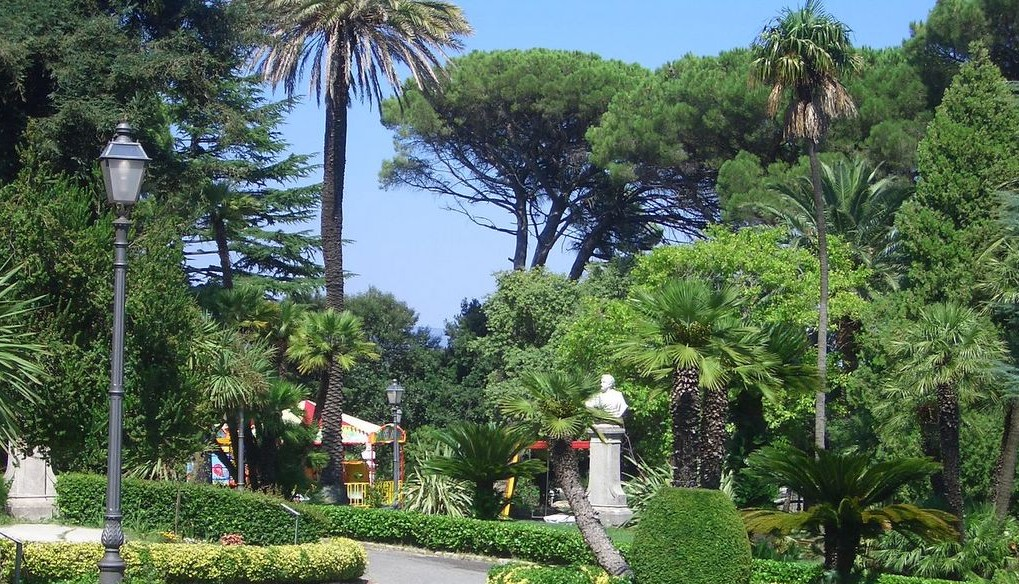
Villa Margherita. Sullo sfondo i capitelli che raffigurano i volti dei sindaci della città

Villa Trieste (chiamata in passato anche Villa Margherita) è il più antico giardino pubblico di Catanzaro. Fu realizzata su un progetto di Federico ed Enrico Andreotti e aperta al pubblico il 21 gennaio 1881, in occasione della visita di Margherita di Savoia, cui deve il nome. Si trova in via Jannoni, nel centro del capoluogo calabrese, a un'altitudine di 320 m s.l.m.

## Storia

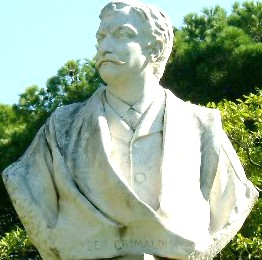
Busto di Bernardino Grimaldi

La villa nacque nel periodo di massima espansione di Catanzaro, quando, subito dopo l'Unità d'Italia, la città fu trasformata dal Piano Manfredi. Nel 1875, quando il sindaco era Francesco De Seta, fu redatto un piano di massima, che prevedeva la realizzazione del giardino pubblico su un terreno coltivato a orto e vigna a ridosso dell'ex convento di Santa Chiara. Nel 1876, con regio decreto, l'opera fu definita di pubblica utilità. I lavori iniziarono nel 1878 e si conclusero nel 1880. L'inaugurazione avvenne in occasione della visita dei Savoia in città, il 21 gennaio 1881. In quell'occasione, sulla facciata del museo provinciale, fu apposta un'epigrafe commemorativa della dedica:
Nel Secondo dopoguerra la villa fu per un breve periodo ribattezzata Villa Trieste. Nel 1972, con un decreto ministeriale, fu dichiarato il "notevole interesse pubblico" della "villa comunale".

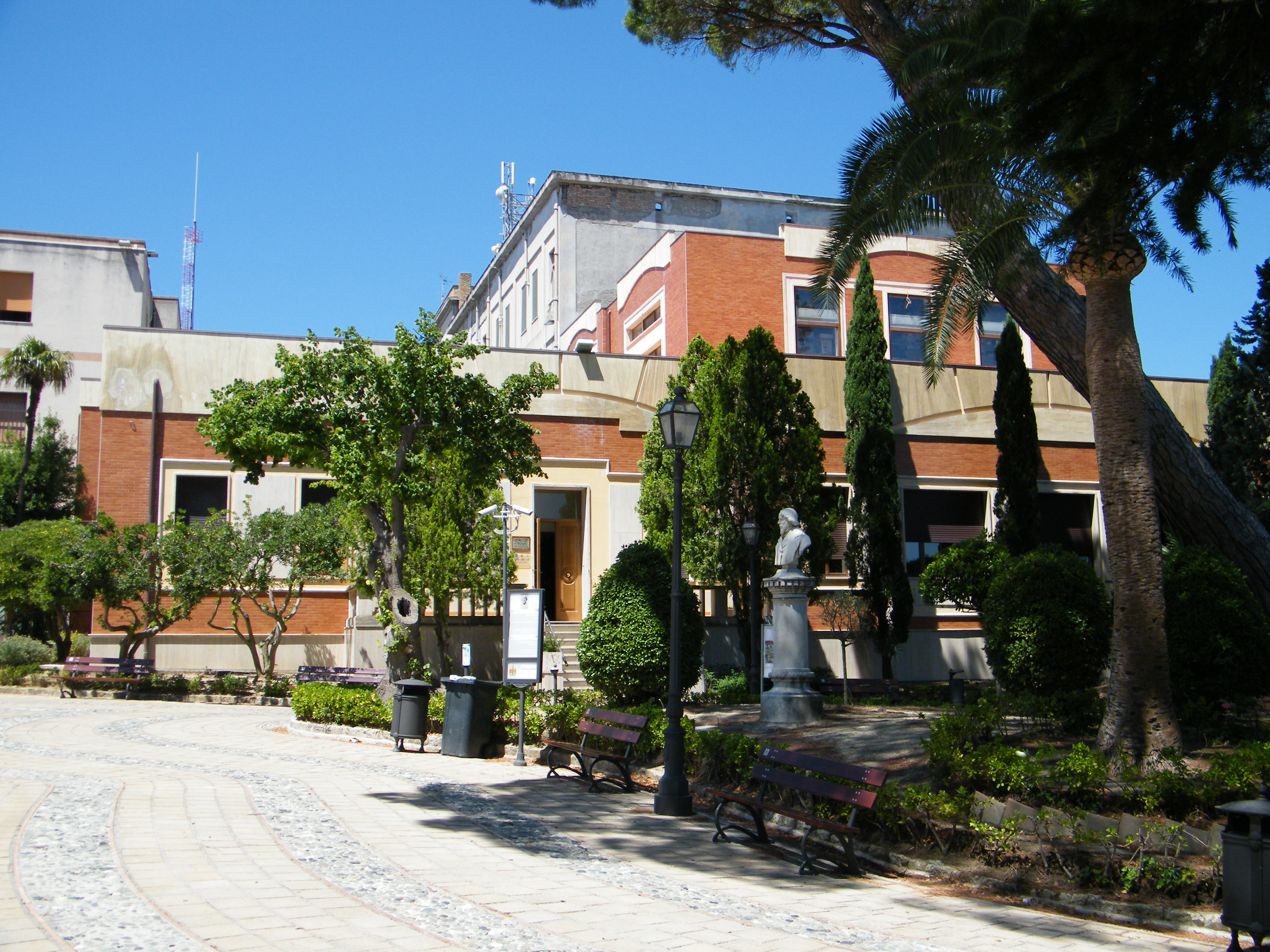
La sede della Biblioteca

## Caratteristiche
In virtù della posizione e dell'altitudine, dalla villa è possibile osservare un panorama che comprende, oltre ovviamente alla città, la costa jonica fino a Isola Capo Rizzuto e, sul versante opposto, la Sila. I giardini della villa sono dotati di una vegetazione lussureggiante e ospitano numerose sculture. La villa ospita inoltre la Biblioteca Comunale Filippo De Nobili, qui trasferita nel 1958 dopo un attacco di termiti, e il museo provinciale Villa Margherita.